# Morsbach (Künzelsau)
Morsbach ist ein Stadtteil der baden-württembergischen Kreisstadt Künzelsau im Hohenlohekreis.

## Geographie
Morsbach liegt knapp drei Kilometer ostsüdöstlich des Stadtkerns von Künzelsau auf einer Höhe von 223 m ü. NN an beiden Ufern des auf die Stadtmitte zulaufenden Kochers.
Der alte, nur etwa 6 ha Fläche einnehmende  Ortskern liegt auf der linken, südlichen Flussseite neben der Mündung des Morsbachs, der in einer kurzen und steilen Waldklinge von der Hohenloher Ebene im Süden zuläuft. Jenseits einer Brücke liegen am Gegenufer und auf dem unteren Hang zum nördlich anschließenden Teil der Hochebene auf etwa 15 ha einige neuere Siedlungszeilen.
Hauptverkehrsachse ist die Talstraße L 1045, die von Kocherstetten im Südsüdosten den Fluss linksseits bis nach Künzelsau begleitet. Von ihr zweigt im Ortsbereich die Steigenstrecke der K 2373 ab, die über den Bachtaleinschnitt in Richtung Südsüdwesten nach Kupferzell-Künsbach auf der Hochebene läuft.

## Geschichte
Am 1. Januar 1973 wurde Morsbach in die Kreisstadt Künzelsau eingegliedert.

## Politik
Ortsvorsteher ist Carsten Zeller (Stand 2021).
Abteilungskommandant der FF Künzelsau Abt. Morsbach ist Martin A. Wolf.
Stellv. Abteilungskommandant der FF Künzelsau Abt. Morsbach ist Max Gässler.

## Sehenswürdigkeiten

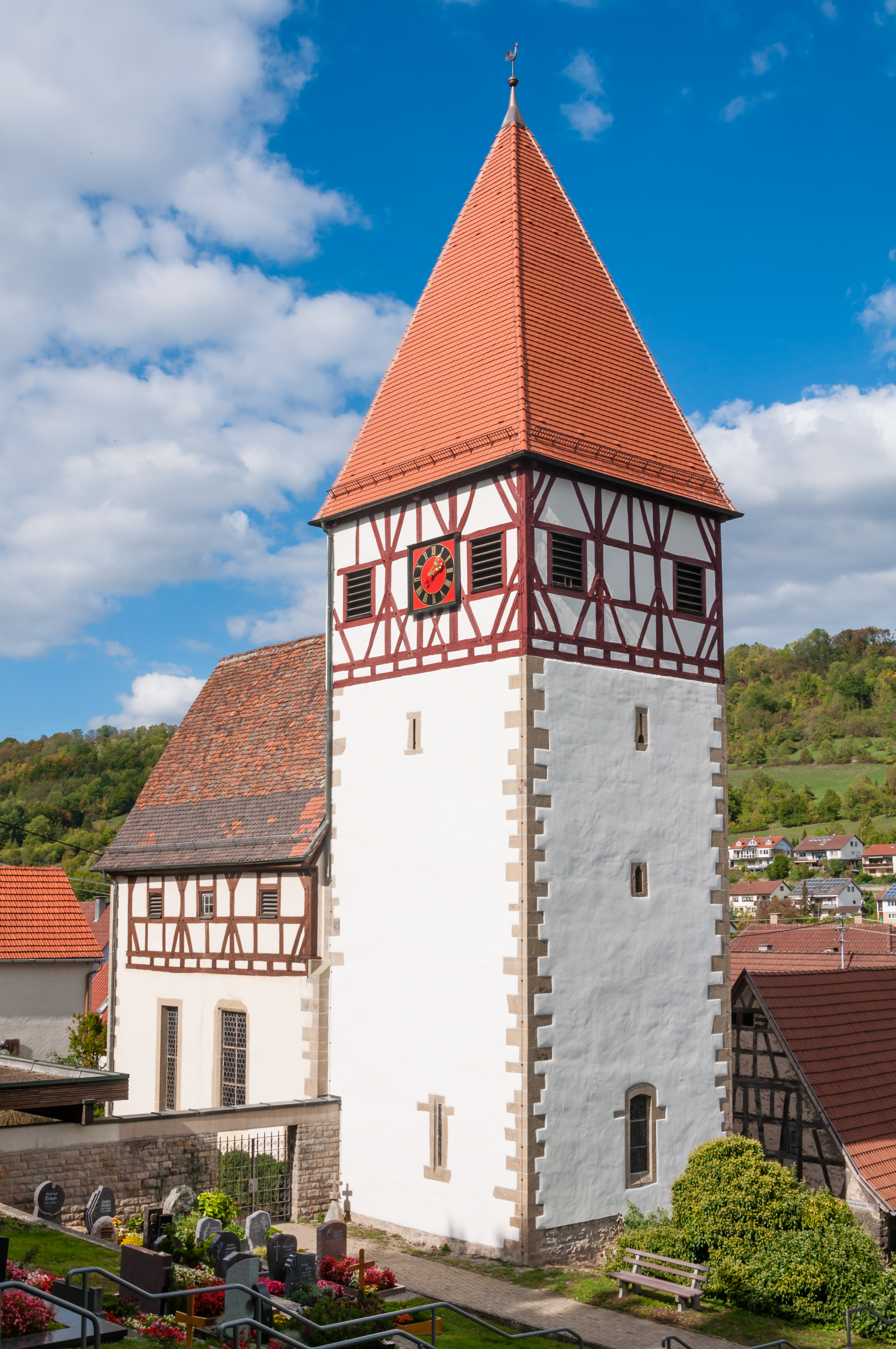
Wehrkirche St. Alban und St. Wendelin, Blick aus Südosten

Die evangelische Kirche St. Alban und St. Wendelin wurde als Wehrkirche im 14. Jahrhundert aus massivem Kalkstein erbaut. Statt Fenstern hatte sie damals nur schmale Mauerschlitze. Im 15. Jahrhundert wurde das Kirchenschiff und der Turm um einen Fachwerksaufbau erhöht. Die großen Fenster auf der Südseite wurden erst 1847 durchgebrochen. Der Innenraum ist mit Wandmalereien vom Ende des 15. Jahrhunderts geschmückt, die 1958 freigelegt wurden. Das Altarkruzifix wurde im 18. Jahrhundert ergänzt.